# Grove (Oxfordshire)
Pour les articles homonymes, voir Grove.
Grove est un village et une paroisse civile de l'Oxfordshire, en Angleterre.

## Histoire
En 1942, la base aérienne RAF Grove a été ouverte comme base d'entraînement du Bomber Command. En 1943, elle a été transférée aux forces aériennes de l'armée américaine et le 45th Air Depot Group a créé l'un des aérodromes d'approvisionnement les plus grands et les plus fréquentés d'Europe. En 1946, l'USAAF a rendu l'aérodrome à la RAF, qui l'a relégué pour des opérations non aériennes. En 1955, la station a été transférée à l'Autorité britannique de l'énergie atomique, qui l'a utilisée jusqu'aux années 1960. Le site a ensuite été vendu et des logements privés ont été construits sur une partie de l'ancien aérodrome.
Grove est le siège de l'écurie automobile Williams.

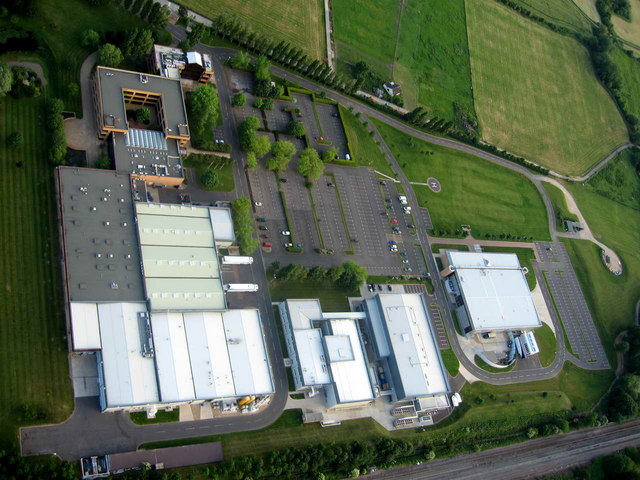
Les bâtiments de Williams F1 Team en 2006.